# Panicule
Pour l’article ayant un titre homophone, voir Pannicule.

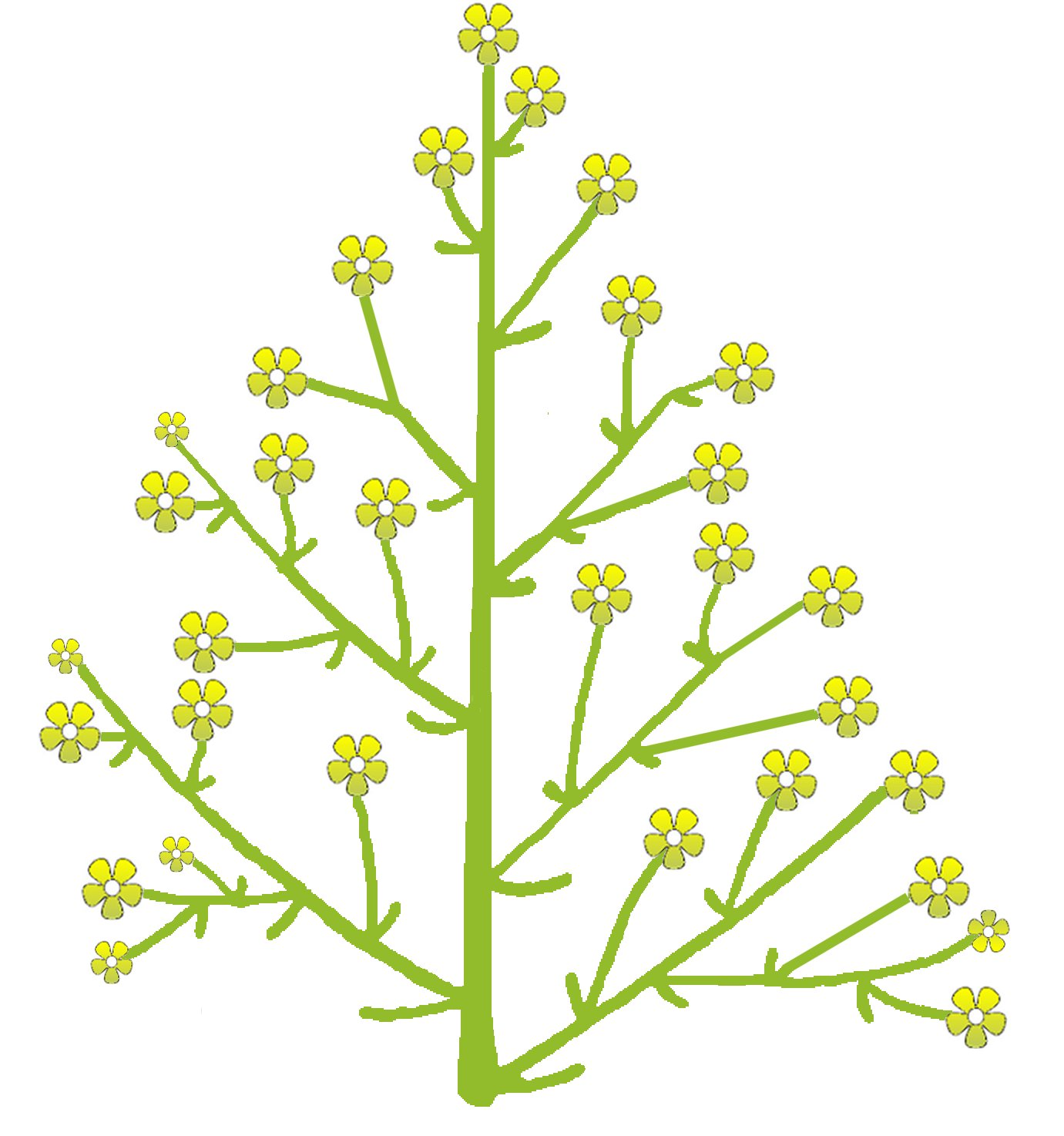
Schéma de la panicule.

En botanique, une panicule (nom féminin issu du latin panicula) est une inflorescence composée, formée par une grappe de grappes sur un axe simple.
Exemple de panicule : le troène.

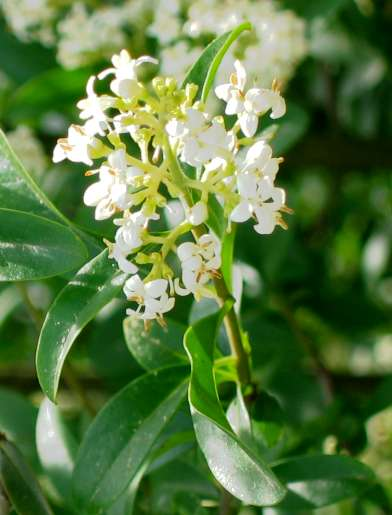
Inflorescence de troène commun.

Le terme est souvent employé pour désigner des inflorescences souples, lâches et retombantes, comme celles de nombreuses Poacées (ou graminées) : maïs pour ses fleurs mâles, roseaux (phragmites), avoine… 

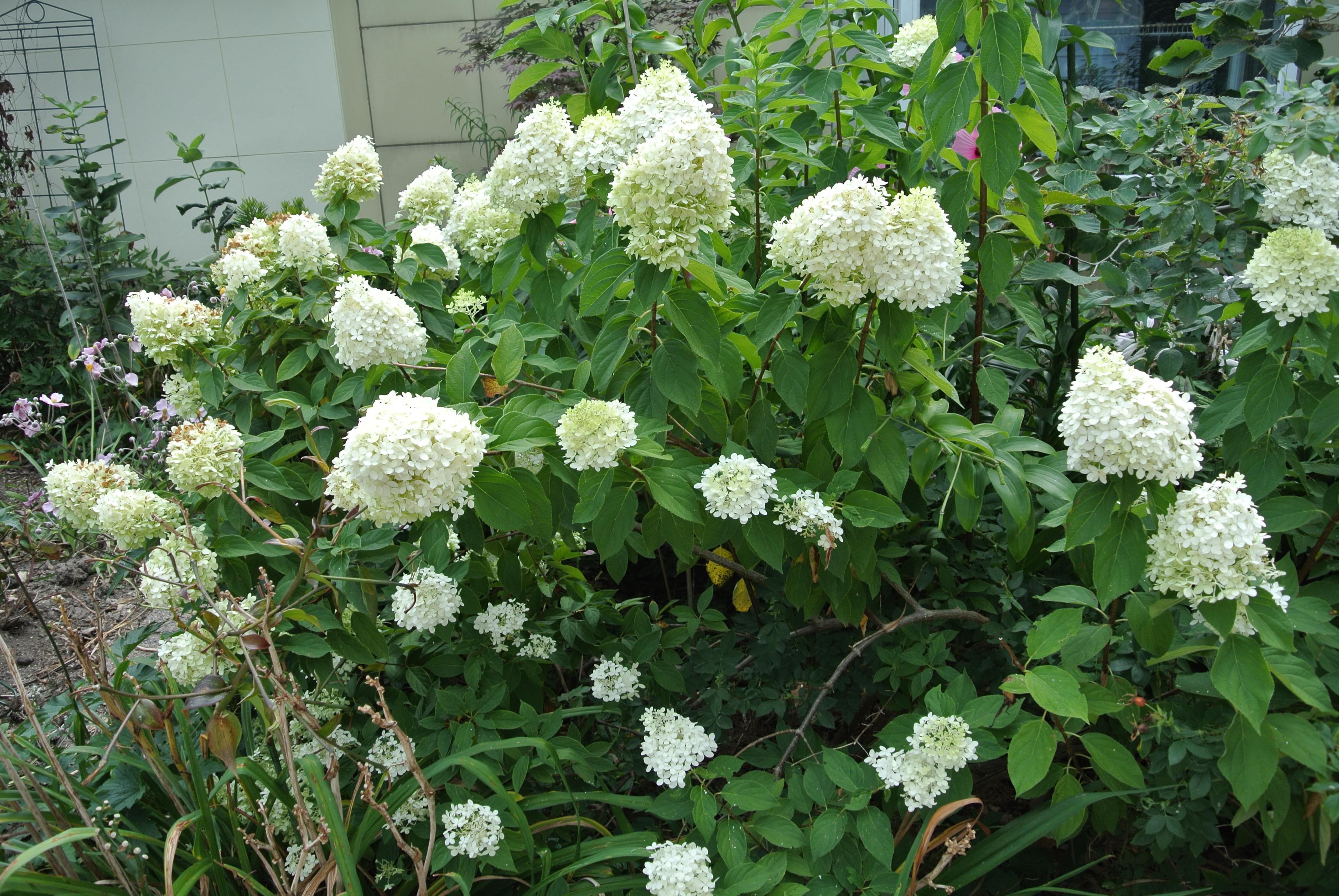
Hydrangea paniculata 'Limelight' recouvert de panicules fleuries en saison estivale.

L'hydangée paniculée (paniculata), est aussi une des plantes ornementales portant des panicules. Elle est particulièrement appréciée par les jardiniers.